# Toluquilla
Toluquilla é uma zona arqueológica localizada no estado mexicano de Querétaro. Toluquilla está em um planalto, e seu nome vem de uma palavra híbrida de origem nahuatl, o verbo toloa que descreve a ação corcunda, e da parte castelhana illa, como tem sido interpretado como "Morro do corcunda".

## Dados históricos
O desenvolvimento cultural do lugar tem sido proposto como um fenômeno local, que mantinha contato com outras regiões da Mesoamérica. Foram encontrados materiais que provém da costa do Golfo; da costa do Pacífico; rio verde, San Luis Potosí; cidade de San Juan del Río em Querétaro; sítios do estado de Guanajuato; Teotihuacan em Jalisco, e Tula no estado de Hidalgo. Assim como imitações de cerâmica de todas estas regiões, usando o barro da região.
As explorações do sítio estão emn processo, de maneira que não podemos precisar eo início de sua ocupação, no entanto, se propõe um período que vai do ano 400 a.C. a 1.200 d.C. Durante este, o maior auge se da no clássico e pós-clássico na cronologia da Mesoamérica, isto é 600 ou 700 a 1.100 d.C; os resultados das últimas investigações apontam, que a causa de seu desenvolvimento foi a mineração, que se encontra bem documentada com datação pelo carbono 14, resultaram nas datas a partir do ano 15 d.C.
É um assentamento de aproximadamente 120 construções, edificado sobre um planalto orientando norte a sul, onde os habitantes modificaram a superfície para ter áreas de construção. Seu estado de conservação é excepcional, já que se pode apreciar escadas, rampas, becos, ruas, portas e muros com altura de mais de dois metros. É notável a existência de quatro jogos com bolas, que forma o ponto central do planejamento do sítio, já que toda o traçado urbano gira em torno destes espaços.
O sítio, como os de toda a região, se encontra em uma zona de depósitos minerais explorados desde época pré-hispânica. É proposto a Toluquilla, como uma capital paralela a Ranas outro sítio próximo, ambas cidades com mineração eminente, rodeadas por pequenas aglomerações. Enquanto que Ranas fica como um centro político administrativo, em Toluquilla surge um caráter de santuário, onde moravam as pessoas vinculadas com o culto; juntos tinham uma localização estratégica desde onde controlavam os sítios menores dos arredores, as minas e seus assentamentos, assim como os acessos a Sierra Gorda.
Sua organização foi hierárquica, com especialidade no trabalho, sobre tudo referente ao trabalho de mineração; se extraía óxido de ferro, vulgarmente conhecido como ocre vermelho, além de cinábrio ou granadas e mercúrio. O ocre e o cinábrio eram usados como pigmentos, no entanto, o caráter ritual do segundo permanece como sempre foi usado como oferendas.
Por tudo isso, se determina que os habitantes de Toluquilla, junto com outros da região, basearam sua econômia na mineração,  complementanda pela caça, a colheita, a agricultura e a pesca nos rios próximos. Sobre o lugar de destino dos recursos minerais, tem sido proposto lugares como Teotihuacan, no entanto, as investigações querem esclarecer esta questões que estão no nesse processo.
Toluquilla foi construída com lajes de pedras de calcário, material abundante na serra, que foi extraída da mesma colina onde se localiza; assim o indicam algumas pedreiras de uso pré-hispânico achados nas proximidades do sítio. Os pesados blocos de lajes foram colocados em grandes gavetas como apoio das bases, para depois serem cobertas com pequenas lajes bem trabalhadas, as mesmas que posteriormente foram cobertas com estuque uma mistura de cal e areia pintada, apenas vestígios foram preservados. Possivelmente toda a cidade esteve pintada, tanto em suas fachadas, como em seus muros internos, chegaram a pintar também os pisos.

## Descobertas
O sitio foi relatado pela primeira vez em 1872 por engenheiros de minas, que buscando depósitos de mineração, foram conduzidos a zona arqueológica. Anos mais tarde, em 1936 o arqueólogo Eduardo Noguera, modificou a primeira interpretação do sítio, até  então eram considerados como fortalezas, e estabeleceu a ligação de Toluquilla com Tula e Teotihuacan. Durante 1987 foi feita a primeira intervenção de consolidação ao sítio, pela arqueóloga Margarita Velasco. Desde 1993 são feitos projetos de investigação no lugar, pelos arqueólogos Elizabeth Mejía e Alberto Herrera.

### Turismo
Durante o passeio turístico, podem ser vistos cerca de 40 edifícios, que para fins de explicação foram divididos em cinco grupos:
- Entrada - O planalto tem uma entrada natural para chegar a este conjunto de cinco salas, que conduz o visitante ao longo das encostas, numa estrada lateral para o espaço o primeiro jogo de bola.
- Jogo de Bola 1 - O campo é cercado por duas paredes de perfil, para prática de algo comum o jogo de bola mesoamericano, quase vertical e rematada por um templo, o mais importante do sítio, destaca a falta de anéis no jogo, como a variante do que era jogado no chão de Toluquilla tinha marcadores, ou seja, poços cobertos por estuque que definia as áreas de jogos. Associado a este espaço, existe um pátio que se aproveita o espaço, de um muro de contenção como revestimento para elevar o terreno, e com quatro quartos em torno do primeiro.
- Conjunto Habitacional - Continuando ao sul, chega a um grupo de aproximadamente 12 construções, se trata de quartos, alguns com altares, ao redor de pequenos pátios, que tem em suas parte posteriores, altas bases que servem de nivelações, enquanto que pela frente só aparecem os muros das habitações.
- Agave - Mais ao sul se encontra uma área clara, se trata de um espaço onde no passado, as estruturas foram desmontadas para construir cercas e habilitar terrenos, para a plantar maguey; na parte posterior aparecem algumas vestígios dessas construções.
- Jogo de Bola 2 - Este conjunto esta formado pelos duas paredes e um templo, que cobre o campo; é igual o primeiro, não apresenta aros como marcadores, já que estão localizados no piso. Na parte posterior da parede oeste se localiza uma rua delimitada por 5 habitações.[1]